# Olivier Roller
 (janvier 2025).
 (janvier 2025).
Si vous disposez d'ouvrages ou d'articles de référence ou si vous connaissez des sites web de qualité traitant du thème abordé ici, merci de compléter l'article en donnant les références utiles à sa vérifiabilité et en les liant à la section « Notes et références ».
Pour les articles homonymes, voir Roller.
Olivier Roller, né en 1971 à Strasbourg, est un photographe français installé à Paris. Spécialisé dans le portrait photographique, il réalise depuis 2009 une série photographique sur les figures du pouvoir, portraits des « empereurs d'aujourd'hui », qu'il confronte aux visages du passé, de l'Antiquité romaine à Napoléon.

## Biographie

### Débuts
Le premier portrait réalisé par Olivier Roller est celui de son grand-père en 1994, dans un cadre très serré et dénué d'artifices, avec déjà l’envie de dépasser les clichés du portrait : sourire, se tenir droit, être beau,.
Encore étudiant, il se tourne vers la photographie. Il rencontre de nombreux écrivains et cinéastes qui faisaient la promotion de leur travail dans des librairies et lieux de spectacle. La presse lui a par la suite rapidement passé des commandes.
Il photographie hors de toute commande en décembre 2005 Jeanne Moreau, qu'il suit lors d'un festival de cinéma en Belgique, avec François Ozon. Il réalise son autoportrait, collant son visage à celui de l'actrice. Cette photographie est aujourd'hui la couverture du livre Visage de Bruno Chibane, regroupant vingt ans de portraits de commandes d'Olivier Roller.

### Les figures du pouvoir
En 2008, le musée du Louvre lui passe une carte blanche dans les termes suivants : « Voudriez-vous travailler sur l’équivalent des Sarkozy/Fillon d’il y a 2000 ans ? ».
À partir de l’année suivante, il entreprend de confronter les visages des « empereurs » d’aujourd’hui (financiers, publicitaires, intellectuels, diplomates, politiques…) à leurs homologues du passé (des empereurs romains à Napoléon).
Il contacte les hommes de pouvoir, leur propose de venir faire un portrait dans son studio, et de devenir ainsi un visage accroché au mur d’une exposition.

### L'influence du surf
Dans le livre collectif West is the Best, Olivier Roller raconte sa pratique du surf qu'il compare à la photographie.

## Expositions
- 2017-2018 : Musée du Louvre, « Théâtre du Pouvoir » septembre 2017 à juillet 2018[6]
- 2017 : 
  - Centre des monuments nationaux, château d'Angers, installation La Cathédrale de fil
  - Maison européenne de la photographie, acquisitions récentes - Paris
- 2016 : 
  - Palazzo Al-Temps / musées nationaux romains, Rome[7]
  - « Les larmes de la terre », The Temple (Pékin), Banpo (Xi-An), Changsha, Dunhuang - Chine[8]
- 2015 : 
  - « Oser la photographie », musée Réattu, Arles[9]
  - « Carte blanche à Olivier Roller », Mobilier national, musée des Gobelins, Paris[10]
  - « Aller Dehors », La Criée, centre d’art contemporain, Rennes[11]
- 2014 :
  - « Figure di potere », Spazionuovo, Rome
  - « Lumières », musée Cognacq-Jay, carte blanche à Christian Lacroix, Paris[12]
- 2013 : 
  - « Mon île de Montmajour », abbaye de Montmajour, centre des monuments nationaux commissariat Christian Lacroix, Arles[13]
  - « Rodin, la lumière de l’antique », musée de l'Arles antique, Arles
- 2010-2013 « Figures du pouvoir 1 », exposé à : 
  - La Filature, Mulhouse[14]
  - Musée des Moulages, Lyon[15]
  - MIA Art Fair, Milan
  - Villa Aurélienne, Fréjus[16]
  - SpazioNuovo, Rome, festival Foto Roma[17]
  - Festival Fotoleggendo, Rome[18]
  - Grange de Dorigny, Lausanne & participation au colloque universitaire « Le visage dans tous ses états »[19]
  - Musée de la photographie André Villers, Mougins[20]
  - Institut culturel de Fukuoka (Japon)[21]
  - Institut franco-japonais, Tokyo[22]

## Publications
- Années 2010 :
  - 2016 : Nefta[23] - Éditions de l'Air, des livres[24]  (ISBN 978-2-9526699-5-5) Photographies prises dans les environs de Nefta dans le désert Tunisien, lieu de tournage des premiers Star Wars.
  - 2015 : Visage mis à nu - Regard sur 20 ans de portraits - 304 pages - 200 portraits[25], Chic Média Éditeur  (ISBN 978-2-9544852-0-1) Sous la direction de Bruno Chibane. Contributions ou interviews de Rodolphe Burger, Jean-Claude Brisseau, Daniel Cohn-Bendit, Christophe Donner, Clara Dupont-Monod, Mike Hodges, Julia Kerninon, André S. Labarthe, Jean-Luc Nancy, Nathalie Quintane…
  - 2011 : 10 mai 81, une journée particulière[26],[27],[28], accompagnée de textes d'Emmanuel Lemieux, Bourin Éditeur  (ISBN 978-2-84941-231-2)
- Années 2000 :
  - 2007 : Face(s)[29], éditions Argol  (ISBN 978-2-91597-821-6) 31 écrivains réagissent au portrait qu'Olivier Roller a fait d'eux.
  - 2005 : Clarita's Way[30] (bilingue français/anglais), exergue de Gertrude Stein, postface de Clara Dupont-Monod, traduction de Philippe Aronson, L'opossum Éditions  (ISBN 978-295209-420-7)
  - 2002 : Aperghis, kaléidoscope d'une résidence, textes d'Isabelle Freyburger, Jempresse Éditions & Desmaret  (ISBN 978-291367-523-0)